# San Miguel Xaltepec
San Miguel Xaltepec es una localidad del estado mexicano de Puebla. Es parte del municipio de Palmar de Bravo .

## Toponimia
El nombre «San Miguel» hace referencia al santo patrono de la localidad: El Arcángel Miguel. El nombre «Xaltepec» proviene de los términos en náhuatl xalli, arena; tepetl, cerro; y c, locativo. Su significado es «en el arenal del cerro».

## Demografía
| Gráfica de evolución demográfica |
|                                  |

| Censo | Población |
| ----- | --------- |
| 1900  | 1 129     |
| 1910  | 1 130     |
| 1921  | 1 149     |
| 1930  | 1 213     |
| 1940  | 1 342     |
| 1950  | 1 687     |
| 1960  | 2 118     |
| 1970  | 2 563     |
| 1980  | 3 840     |
| 1990  | 7 046     |
| 1995  | 8 094     |
| 2000  | 6 759     |
| 2005  | 7 984     |
| 2010  | 8 865     |
| 2020  | 10 470    |